# 石琳 (萬曆進士)
石琳（？—1602年），號崑山，山西太原府忻州人，明朝政治人物。

## 生平
萬曆十六年（1588年）戊子科山西鄉試舉人。萬曆二十年（1592年），登壬辰科第三甲第一百四十一名進士，禮部觀政，二十一年二月授中書舍人，仕至南京戶科給事中。萬曆三十年壬寅卒。

## 家族
曾祖石政；祖父石景厚；父石永教。